# Muyuan Foodstuff
Muyuan Foodstuff (kinesisk: 牧原食品; pinyin: Mùyuán Shípǐn) er en kinesisk producent af svinekød. I 2023 opdrættede Muyuan ca. 100 mio. slagtesvin og slagtede 63 mio. grise.
De er ejere af verdens største svinefarm. Denne farm er beliggende i Nanyang, Henan og årligt produceres 2,1 mio. grise på denne gård.

## Historie
Muyuan blev etableret af mand og kone Qin Yinglin og Qian Ying, der startede deres første gård i 1992.